# Casa a la plaça de la Dansa i carrer Major (Campdevànol)
La casa a la Plaça de la Dansa és un habitatge al nucli de Campdevànol (Ripollès) catalogat a l'Inventari del Patrimoni Arquitectònic de Catalunya.
És un immoble urbà que forma una illa entre la plaça de la Dansa i el carrer Major. Homogeneïtza la imatge de la plaça per la contundència del seu volum. Té interès per la claredat de la seva comprensió en façana i planta, i caracteritza una manera de fer ciutat de principis de segle que, desgraciadament, va tenir poca continuïtat.